# Stadion Narodowy (Nauru)
Stadion Narodowy – wielofunkcyjny stadion na wyspie Nauru w dystrykcie Yaren. Może pomieścić 3500 osób.